# Vaahteraliiga 2022
La Vaahteraliiga 2022 è la 43ª edizione del campionato finlandese di football americano di primo livello, organizzato dalla SAJL.

## Squadre partecipanti
| Club                     | Città       | Stadio | Sponsor ufficiale | Risultato nella stagione 2021 |
| ------------------------ | ----------- | ------ | ----------------- | ----------------------------- |
| Helsinki Roosters        | Helsinki    |        |                   |                               |
| Helsinki Wolverines      | Helsinki    |        |                   |                               |
| Kotka Eagles             | Kotka       |        |                   |                               |
| Kuopio Steelers          | Kuopio      |        |                   |                               |
| Porvoon Butchers         | Porvoo      |        |                   |                               |
| Seinäjoki Crocodiles     | Seinäjoki   |        |                   |                               |
| United Newland Crusaders | Hanko/Lohja |        |                   |                               |

## Stagione regolare

### Calendario

#### 1ª giornata
| Helsinki 14 maggio 2022, ore 16:30 | Helsinki Roosters | 20 – 49 (6-7 0-21 14-7 0-14) referto | Kuopio Steelers | Velodromo di Helsinki (369 spett.)\| Arbitro: \| V. Lamminsalo \| |
| Arbitro:                           | V. Lamminsalo     |                                      |                 |                                                                   |

#### 2ª giornata
| Helsinki 19 maggio 2022, ore 18:30 | Helsinki Roosters | 57 – 6 (21-0 13-6 7-0 16-0) referto | Kotka Eagles | Velodromo di Helsinki (268 spett.)\| Arbitro: \| M. Immonen \| |
| Arbitro:                           | M. Immonen        |                                     |              |                                                                |

| Helsinki 20 maggio 2022, ore 18:30 | Helsinki Wolverines | 45 – 6 (17-0 14-0 14-0 0-6) referto | United Newland Crusaders | Velodromo di Helsinki (228 spett.)\| Arbitro: \| V. Lamminsalo \| |
| Arbitro:                           | V. Lamminsalo       |                                     |                          |                                                                   |

| Seinäjoki 21 maggio 2022, ore 16:30 | Seinäjoki Crocodiles | 15 – 13 (0-0 3-6 6-0 6-7) referto | Porvoon Butchers | Jouppilanvuoren tekonurmi (452 spett.)\| Arbitro: \| M. Immonen \| |
| Arbitro:                            | M. Immonen           |                                   |                  |                                                                    |

#### 3ª giornata
| Lohja 26 maggio 2022, ore 18:30 | United Newland Crusaders | 6 – 42 (0-0 0-14 6-14 0-14) referto | Helsinki Roosters | Harjun kenttä (266 spett.)\| Arbitro: \| V. Lamminsalo \| |
| Arbitro:                        | V. Lamminsalo            |                                     |                   |                                                           |

| Kotka 27 maggio 2022, ore 18:30 | Kotka Eagles | 0 – 44 (0-7 0-10 0-0 0-27) referto | Porvoon Butchers | Karhulan keskuskenttä (400 spett.)\| Arbitro: \| Toijala \| |
| Arbitro:                        | Toijala      |                                    |                  |                                                             |

| Helsinki 28 maggio 2022, ore 16:30 | Helsinki Wolverines | 0 – 15 (0-0 0-6 0-0 0-9) referto | Kuopio Steelers | Velodromo di Helsinki (173 spett.)\| Arbitro: \| M. Immonen \| |
| Arbitro:                           | M. Immonen          |                                  |                 |                                                                |

#### 4ª giornata
| Porvoo 2 giugno 2022, ore 18:30 | Porvoon Butchers | 35 – 20 (7-13 14-7 7-0 7-0) referto | United Newland Crusaders | Porvoon Keskuskenttä (250 spett.)\| Arbitro: \| V. Lamminsalo \| |
| Arbitro:                        | V. Lamminsalo    |                                     |                          |                                                                  |

| Kuopio 5 giugno 2022, ore 16:30 | Kuopio Steelers | 42 – 21 (7-7 14-0 7-7 14-7) referto | Seinäjoki Crocodiles | Väinölänniemen stadion (534 spett.)\| Arbitro: \| Toijala \| |
| Arbitro:                        | Toijala         |                                     |                      |                                                              |

#### 5ª giornata
| Kotka 9 giugno 2022, ore 18:30 | Kotka Eagles  | 7 – 76 (0-28 0-28 7-7 0-13) referto | Helsinki Wolverines | Karhulan keskuskenttä (200 spett.)\| Arbitro: \| V. Lamminsalo \| |
| Arbitro:                       | V. Lamminsalo |                                     |                     |                                                                   |

| Seinäjoki 10 giugno 2022, ore 18:30 | Seinäjoki Crocodiles | 24 – 12 (0-0 14-0 3-0 7-12) referto | Helsinki Roosters | Jouppilanvuoren tekonurmi (512 spett.)\| Arbitro: \| M. Immonen \| |
| Arbitro:                            | M. Immonen           |                                     |                   |                                                                    |

| Porvoo 11 giugno 2022, ore 16:30 | Porvoon Butchers | 20 – 47 (6-13 7-20 7-7 0-7) referto | Kuopio Steelers | Porvoon Keskuskenttä (301 spett.)\| Arbitro: \| V. Lamminsalo \| |
| Arbitro:                         | V. Lamminsalo    |                                     |                 |                                                                  |

#### 6ª giornata
| Helsinki 16 giugno 2022, ore 18:30 | Helsinki Roosters | 13 – 26 (0-0 7-7 6-7 0-12) referto | Helsinki Wolverines | Velodromo di Helsinki (560 spett.)\| Arbitro: \| V. Lamminsalo \| |
| Arbitro:                           | V. Lamminsalo     |                                    |                     |                                                                   |

| Seinäjoki 17 giugno 2022, ore 18:30 | Seinäjoki Crocodiles | 67 – 0 (33-0 14-0 14-0 6-0) referto | Kotka Eagles | Jouppilanvuoren tekonurmi (411 spett.)\| Arbitro: \| Toijala \| |
| Arbitro:                            | Toijala              |                                     |              |                                                                 |

| Kuopio 18 giugno 2022, ore 16:30 | Kuopio Steelers | 82 – 12 (21-0 28-6 17-0 16-6) referto | United Newland Crusaders | Väinölänniemen stadion (305 spett.)\| Arbitro: \| Janhuba \| |
| Arbitro:                         | Janhuba         |                                       |                          |                                                              |

#### 7ª giornata
| Helsinki 30 giugno 2022, ore 18:30 | Helsinki Roosters | 42 – 28 (7-14 9-7 19-7 7-0) referto | United Newland Crusaders | Velodromo di Helsinki (325 spett.)\| Arbitro: \| M. Makarainen \| |
| Arbitro:                           | M. Makarainen     |                                     |                          |                                                                   |

| Porvoo 1º luglio 2022, ore 18:30 | Porvoon Butchers | 26 – 10 (0-0 0-10 6-0 20-0) referto | Kotka Eagles | Porvoon Keskuskenttä (378 spett.)\| Arbitro: \| Toijala \| |
| Arbitro:                         | Toijala          |                                     |              |                                                            |

| Kuopio 2 luglio 2022, ore 16:30 | Kuopio Steelers | 13 – 12 (0-0 7-6 0-0 6-6) referto | Helsinki Wolverines | Väinölänniemen stadion (477 spett.)\| Arbitro: \| M. Makarainen \| |
| Arbitro:                        | M. Makarainen   |                                   |                     |                                                                    |

#### 8ª giornata
| Helsinki 7 luglio 2022, ore 18:30 | Helsinki Roosters | 35 – 21 (7-0 14-0 7-0 7-21) referto | Porvoon Butchers | Velodromo di Helsinki (332 spett.)\| Arbitro: \| Toijala \| |
| Arbitro:                          | Toijala           |                                     |                  |                                                             |

| Lohja 8 luglio 2022, ore 18:30 | United Newland Crusaders | 28 – 9 (0-2 0-7 14-0 14-0) referto | Kotka Eagles | Harjun kenttä (244 spett.)\| Arbitro: \| Janhuba \| |
| Arbitro:                       | Janhuba                  |                                    |              |                                                     |

| Seinäjoki 9 luglio 2022, ore 16:30 | Seinäjoki Crocodiles | 34 – 36 (d.t.s.) (0-7 7-7 14-0 7-14 6-8) referto | Helsinki Wolverines | Wirokit Stadion (493 spett.)\| Arbitro: \| V. Lamminsalo \| |
| Arbitro:                           | V. Lamminsalo        |                                                  |                     |                                                             |

#### 9ª giornata
| Porvoo 14 luglio 2022, ore 18:30 | Porvoon Butchers | 34 – 48 (6-7 14-14 0-14 14-13) referto | Helsinki Wolverines | Porvoon Keskuskenttä (336 spett.)\| Arbitro: \| V. Lamminsalo \| |
| Arbitro:                         | V. Lamminsalo    |                                        |                     |                                                                  |

| Lohja 15 luglio 2022, ore 18:30 | United Newland Crusaders | 0 – 54 (0-17 0-14 0-21 0-2) referto | Seinäjoki Crocodiles | Harjun kenttä (154 spett.)\| Arbitro: \| Toijala \| |
| Arbitro:                        | Toijala                  |                                     |                      |                                                     |

| Kuopio 16 luglio 2022, ore 16:30 | Kuopio Steelers | 54 – 6 (7-0 28-0 7-0 12-6) referto | Kotka Eagles | Väinölänniemen stadion (356 spett.)\| Arbitro: \| Janhuba \| |
| Arbitro:                         | Janhuba         |                                    |              |                                                              |

#### 10ª giornata
| Helsinki 21 luglio 2022, ore 18:30 | Helsinki Wolverines | 6 – 11 (0-0 6-2 0-7 0-2) referto | Helsinki Roosters | Velodromo di Helsinki (437 spett.)\| Arbitro: \| M. Immonen \| |
| Arbitro:                           | M. Immonen          |                                  |                   |                                                                |

| Lohja 22 luglio 2022, ore 18:30 | United Newland Crusaders | 8 – 71 (0-7 0-23 0-14 8-27) referto | Kuopio Steelers | Harjun kenttä (137 spett.)\| Arbitro: \| Toijala \| |
| Arbitro:                        | Toijala                  |                                     |                 |                                                     |

| Kotka 23 luglio 2022, ore 16:30 | Kotka Eagles  | 20 – 41 (0-6 6-7 8-21 6-7) referto | Seinäjoki Crocodiles | Karhulan keskuskenttä (200 spett.)\| Arbitro: \| V. Lamminsalo \| |
| Arbitro:                        | V. Lamminsalo |                                    |                      |                                                                   |

#### 11ª giornata
| Seinäjoki 29 luglio 2022, ore 18:30 | Seinäjoki Crocodiles | 41 – 6 (14-0 14-0 13-6 0-0) referto | United Newland Crusaders | Wirokit Stadion (448 spett.)\| Arbitro: \| M. Makarainen \| |
| Arbitro:                            | M. Makarainen        |                                     |                          |                                                             |

| Kotka 30 luglio 2022, ore 16:30 | Kotka Eagles | 18 – 58 (0-14 18-14 0-21 0-9) referto | Kuopio Steelers | Karhulan keskuskenttä (250 spett.)\| Arbitro: \| M. Immonen \| |
| Arbitro:                        | M. Immonen   |                                       |                 |                                                                |

| Helsinki 31 luglio 2022, ore 16:30 | Helsinki Wolverines | 38 – 20 (14-7 7-7 7-6 10-0) referto | Porvoon Butchers | Velodromo di Helsinki (223 spett.)\| Arbitro: \| M. Makarainen \| |
| Arbitro:                           | M. Makarainen       |                                     |                  |                                                                   |

#### 12ª giornata
| Porvoo 4 agosto 2022, ore 18:30 | Porvoon Butchers | 34 – 41 (14-7 6-20 6-7 8-7) referto | Helsinki Roosters | Porvoon Keskuskenttä (325 spett.)\| Arbitro: \| M. Immonen \| |
| Arbitro:                        | M. Immonen       |                                     |                   |                                                               |

| Kotka 5 agosto 2022, ore 18:30 | Kotka Eagles  | 13 – 29 (6-9 7-7 0-0 0-13) referto | United Newland Crusaders | Karhulan keskuskenttä (410 spett.)\| Arbitro: \| M. Makarainen \| |
| Arbitro:                       | M. Makarainen |                                    |                          |                                                                   |

| Helsinki 6 agosto 2022, ore 16:30 | Helsinki Wolverines | 20 – 25 (7-7 0-6 0-6 13-6) referto | Seinäjoki Crocodiles | Velodromo di Helsinki (178 spett.)\| Arbitro: \| M. Immonen \| |
| Arbitro:                          | M. Immonen          |                                    |                      |                                                                |

#### 13ª giornata
| Kotka 11 agosto 2022, ore 18:30 | Kotka Eagles  | 6 – 35 (0-7 0-21 0-7 6-0) referto | Helsinki Roosters | Karhulan keskuskenttä (100 spett.)\| Arbitro: \| V. Lamminsalo \| |
| Arbitro:                        | V. Lamminsalo |                                   |                   |                                                                   |

| Lohja 12 agosto 2022, ore 18:30 | United Newland Crusaders | 42 – 49 (7-14 21-14 7-7 8-14) referto | Porvoon Butchers | Harjun kenttä (250 spett.)\| Arbitro: \| Janhuba \| |
| Arbitro:                        | Janhuba                  |                                       |                  |                                                     |

| Seinäjoki 13 agosto 2022, ore 16:30 | Seinäjoki Crocodiles | 8 – 27 (0-6 6-7 2-7 0-7) referto | Kuopio Steelers | Wirokit Stadion (525 spett.)\| Arbitro: \| Toijala \| |
| Arbitro:                            | Toijala              |                                  |                 |                                                       |

#### 14ª giornata
| Helsinki 18 agosto 2022, ore 17:30 | Helsinki Wolverines | 72 – 0 (28-0 21-0 0-0 23-0) referto | Kotka Eagles | Velodromo di Helsinki (124 spett.)\| Arbitro: \| M. Makarainen \| |
| Arbitro:                           | M. Makarainen       |                                     |              |                                                                   |

| Kuopio 19 agosto 2022, ore 18:30 | Kuopio Steelers | 63 – 7 (14-0 28-7 7-0 14-0) referto | Porvoon Butchers | Väinölänniemen stadion (423 spett.)\| Arbitro: \| V. Lamminsalo \| |
| Arbitro:                         | V. Lamminsalo   |                                     |                  |                                                                    |

| Helsinki 20 agosto 2022, ore 16:30 | Helsinki Roosters | 41 – 14 (0-7 14-0 7-7 20-0) referto | Seinäjoki Crocodiles | Velodromo di Helsinki (410 spett.)\| Arbitro: \| Toijala \| |
| Arbitro:                           | Toijala           |                                     |                      |                                                             |

#### 15ª giornata
| Lohja 25 agosto 2022, ore 18:30 | United Newland Crusaders | 20 – 34 (7-7 0-13 7-7 6-7) referto | Helsinki Wolverines | Harjun kenttä (136 spett.)\| Arbitro: \| V. Lamminsalo \| |
| Arbitro:                        | V. Lamminsalo            |                                    |                     |                                                           |

| Kuopio 26 agosto 2022, ore 18:30 | Kuopio Steelers | 31 – 14 (0-0 17-14 0-0 14-0) referto | Helsinki Roosters | Väinölänniemen stadion (527 spett.)\| Arbitro: \| Janhuba \| |
| Arbitro:                         | Janhuba         |                                      |                   |                                                              |

| Porvoo 27 agosto 2022, ore 16:30 | Porvoon Butchers | 9 – 35 (3-0 0-14 0-14 6-7) referto | Seinäjoki Crocodiles | Porvoon Keskuskenttä (212 spett.)\| Arbitro: \| M. Makarainen \| |
| Arbitro:                         | M. Makarainen    |                                    |                      |                                                                  |

### Classifica
La classifica della regular season è la seguente:
- PCT = percentuale di vittorie, G = partite giocate, V = partite vinte,  P = partite perse, PF = punti fatti, PS = punti subiti

| Pos. | Squadra                  | PCT   | G  | V  | N | P  | PF  | PS  |
| ---- | ------------------------ | ----- | -- | -- | - | -- | --- | --- |
| 1    | Kuopio Steelers          | 1.000 | 12 | 12 | 0 | 0  | 552 | 146 |
| 4    | Helsinki Wolverines      | .666  | 12 | 8  | 0 | 4  | 413 | 198 |
| 3    | Seinäjoki Crocodiles     | .666  | 12 | 8  | 0 | 4  | 379 | 226 |
| 2    | Helsinki Roosters        | .666  | 12 | 8  | 0 | 4  | 363 | 251 |
| 5    | Porvoon Butchers         | .333  | 12 | 4  | 0 | 8  | 312 | 394 |
| 6    | United Newland Crusaders | .167  | 12 | 2  | 0 | 10 | 205 | 517 |
| 7    | Kotka Eagles             | .000  | 12 | 0  | 0 | 12 | 95  | 587 |

## Playoff

### Tabellone
|  | Semifinali | Semifinali           | Semifinali |                      |    | XLIII Vaahterahmalja | XLIII Vaahterahmalja | XLIII Vaahterahmalja |  |
|  |            |                      |            |                      |    |                      |                      |                      |  |
|  | 1          | Kuopio Steelers      | 28         |                      |    |                      |                      |                      |  |
|  | 1          | Kuopio Steelers      | 28         |                      |    |                      |                      |                      |  |
|  | 4          | Helsinki Roosters    | 0          |                      |    |                      |                      |                      |  |
|  | 4          | Helsinki Roosters    | 0          |                      | 1  | Kuopio Steelers      | 21                   |                      |  |
|  |            |                      |            |                      | 1  | Kuopio Steelers      | 21                   |                      |  |
|  |            |                      | 3          | Seinäjoki Crocodiles | 14 |                      |                      |                      |  |
|  | 2          | Helsinki Wolverines  | 3          | Seinäjoki Crocodiles | 14 | 21                   |                      |                      |  |
|  | 2          | Helsinki Wolverines  |            |                      |    |                      |                      |                      |  |
|  | 3          | Seinäjoki Crocodiles | 28         |                      |    |                      |                      |                      |  |

### Semifinali
| Kuopio 2 settembre 2022, ore 18:30 | Kuopio Steelers | 28 – 0 (0-0 14-0 7-0 7-0) referto | Helsinki Roosters | Väinölänniemen stadion (615 spett.)\| Arbitro: \| Toijala \| |
| Arbitro:                           | Toijala         |                                   |                   |                                                              |

| Vantaa 3 settembre 2022, ore 18:30 | Helsinki Wolverines | 21 – 28 (0-0 7-6 7-15 7-7) referto | Seinäjoki Crocodiles | Myyrmäen jalkapallostadion (290 spett.)\| Arbitro: \| Janhuba \| |
| Arbitro:                           | Janhuba             |                                    |                      |                                                                  |

### XLIII Vaahteramalja
| Arbitri: | Toijala E. Aaltonen J. Kalliokoski P. Vierikko V. Lamminsalo J. Karppinen T. Lindroos |

| |           | |
| H. Harju 6':02" Q1 (TD) 40yd pass from Bradley Ojainväli Q1 (pat) Lindqvist 11':54" Q2 (TD) 9yd pass from Bradley Ojainväli Q2 (pat) Reasnover 1':42" Q4 (TD) 80yd kickoff return Ojainväli Q4 (pat) | Marcatori | Mäki-Maunus 6':10" Q1 (FG) 34yd Mäki-Maunus 0':23" Q2 (FG) 26yd Powell 1':59" Q4 (TD) 37yd run K. Harju Q4 (tpc) pass from Whitehead |

## Verdetti
- Kuopio Steelers Campioni della Finlandia 2022

## Marcatori
| Giocatore    | Sq.                      | TD rush | TD recv | TD int | TD p.ret | TD k.ret | TD oth | Xp1  | Xp2 | FG | Saf | Totale |
| ------------ | ------------------------ | ------- | ------- | ------ | -------- | -------- | ------ | ---- | --- | -- | --- | ------ |
| Reasnover    | Kuopio Steelers          | 30+4    | 1       | 0      | 0        | 0+1      | 0      | 0    | 0   | 0  | 0   | 216    |
| Powell       | Seinäjoki Crocodiles     | 17+2    | 2       | 0      | 0        | 0        | 0      | 0    | 0   | 0  | 0   | 126    |
| Harris       | Helsinki Wolverines      | 15+1    | 0       | 0      | 0        | 0        | 0      | 0    | 0   | 0  | 0   | 96     |
| Ja. Särkelä  | Seinäjoki Crocodiles     | 0       | 8+1     | 0      | 0        | 0        | 0      | 25   | 0   | 2  | 0   | 85     |
| 3 giocatori  | 76                       |         |         |        |          |          |        |      |     |    |     |        |
| Ojainväli    | Kuopio Steelers          | 0       | 0       | 0      | 0        | 0        | 0      | 59+7 | 0   | 3  | 0   | 75     |
| Jauhiainen   | Helsinki Roosters        | 0       | 5       | 0      | 0        | 0        | 0      | 34   | 0   | 0  | 0   | 64     |
| Stancombe    | Helsinki Roosters        | 9       | 1       | 0      | 0        | 0        | 0      | 0    | 1   | 0  | 0   | 62     |
| Sagne        | Helsinki Wolverines      | 0       | 8+2     | 0      | 0        | 0        | 0      | 0    | 0   | 0  | 0   | 60     |
| 3 giocatori  | 54                       |         |         |        |          |          |        |      |     |    |     |        |
| Jokinen      | Helsinki Wolverines      | 0       | 0       | 0      | 0        | 0        | 0      | 43+3 | 0   | 1  | 0   | 49     |
| Anderson     | Kotka Eagles             | 0       | 6       | 1      | 0        | 0        | 0      | 0    | 1   | 0  | 0   | 44     |
| Eerola       | Porvoon Butchers         | 0       | 7       | 0      | 0        | 0        | 0      | 0    | 0   | 0  | 0   | 42     |
| 4 giocatori  | 36                       |         |         |        |          |          |        |      |     |    |     |        |
| 2 giocatori  | 34                       |         |         |        |          |          |        |      |     |    |     |        |
| 3 giocatori  | 32                       |         |         |        |          |          |        |      |     |    |     |        |
| Rowland      | Porvoon Butchers         | 5       | 0       | 0      | 0        | 0        | 0      | 0    | 0   | 0  | 0   | 30     |
| Affaticati   | Porvoon Butchers         | 0       | 0       | 0      | 0        | 0        | 0      | 20   | 0   | 2  | 0   | 26     |
| 8 giocatori  | 24                       |         |         |        |          |          |        |      |     |    |     |        |
| 2 giocatori  | 20                       |         |         |        |          |          |        |      |     |    |     |        |
| 9 giocatori  | 18                       |         |         |        |          |          |        |      |     |    |     |        |
| 15 giocatori | 12                       |         |         |        |          |          |        |      |     |    |     |        |
| Pulkkinen    | Helsinki Wolverines      | 0       | 0       | 0      | 0        | 0        | 0      | 7    | 0   | 1  | 0   | 10     |
| 2 giocatori  | 8                        |         |         |        |          |          |        |      |     |    |     |        |
| 2 giocatori  | 7                        |         |         |        |          |          |        |      |     |    |     |        |
| 23 giocatori | 6                        |         |         |        |          |          |        |      |     |    |     |        |
| Team         | Seinäjoki Crocodiles     | 0       | 0       | 0      | 0        | 0        | 0      | 0    | 0   | 0  | 2   | 4      |
| 6 giocatori  | 2                        |         |         |        |          |          |        |      |     |    |     |        |
| S. Bolzoni   | United Newland Crusaders | 0       | 0       | 0      | 0        | 0        | 0      | 1    | 0   | 0  | 0   | 1      |

- Miglior marcatore della stagione regolare: Reasnover ( Kuopio Steelers), 186
- Miglior marcatore dei playoff: Reasnover ( Kuopio Steelers), 30
- Miglior marcatore della stagione: Reasnover ( Kuopio Steelers), 216

## Passer rating
La classifica tiene in considerazione soltanto i quarterback con almeno 10 lanci effettuati.
| Giocatore  | Sq.                      | G    | Att    | Comp   | Int | Yds      | TD   | NFL    | NCAA   |
| ---------- | ------------------------ | ---- | ------ | ------ | --- | -------- | ---- | ------ | ------ |
| Harris     | Helsinki Wolverines      | 12+1 | 220+13 | 131+6  | 4+1 | 2048+125 | 26+2 | 120,58 | 172,50 |
| Bradley    | Kuopio Steelers          | 12+2 | 243+48 | 149+20 | 5+0 | 2052+317 | 25+2 | 108,17 | 153,64 |
| Stancombe  | Helsinki Roosters        | 11+1 | 264+18 | 143+5  | 4+0 | 2202+78  | 25+0 | 103,15 | 146,82 |
| Whitehead  | Seinäjoki Crocodiles     | 12+2 | 264+52 | 153+30 | 5+0 | 2043+318 | 24+3 | 103,36 | 145,70 |
| Netter     | United Newland Crusaders | 12   | 353    | 180    | 17  | 2512     | 30   | 82,49  | 129,18 |
| Gwinner    | Porvoon Butchers         | 12   | 282    | 131    | 10  | 1890     | 24   | 82,31  | 123,74 |
| Carpelan   | Kotka Eagles             | 1    | 29     | 17     | 0   | 163      | 1    | 85,85  | 117,21 |
| Forcier    | Kotka Eagles             | 2    | 37     | 20     | 0   | 182      | 1    | 76,63  | 104,29 |
| D. Boone   | Kotka Eagles             | 7    | 159    | 77     | 9   | 905      | 6    | 55,15  | 97,37  |
| Urjansson  | Helsinki Roosters        | 4    | 51     | 20     | 4   | 296      | 1    | 32,80  | 78,75  |
| Laalo      | Helsinki Wolverines      | 3    | 18     | 4      | 0   | 79       | 1    | 63,89  | 77,42  |
| N. Hannula | Kotka Eagles             | 3    | 54     | 23     | 7   | 257      | 1    | 24,00  | 62,76  |

- Miglior QB della stagione regolare: Harris ( Helsinki Wolverines), 173,11
- Miglior QB dei playoff: Harris ( Helsinki Wolverines), 162,31
- Miglior QB della stagione: Harris ( Helsinki Wolverines), 172,50